# لیننفیلد (ماساچوست)
لیننفیلد(به انگلیسی: Lynnfield) شهرکی در شهرستان اسکس ایالت ماساچوست می‌باشد که در سال ۱۸۱۴ بنیان‌گذاری شده‌است. این شهرک در سرشماری سال ۲۰۱۰ میلادی، ۱۱٬۵۹۶ نفر جمعیت داشته‌است.